# شن ملكة جوسون المخلوعة
الملكة شن المخلوعة (بالهانغل: 폐비 신씨، وبالهانجا: 廢妃 愼氏. ولدت في 15 ديسمبر 1476 وماتت في 16 مايو 1437) هي زوجة الملك يونسان المخلوع (연산군) ملك سلالة جوسون. اسمها بعد وفاتها هو الأميرة القرينة من عشيرة غوتشانغ (거창군부인 / 居昌郡夫人).
والدها هو شن سُنغ سون (신승선 / 愼承善) ووالدتها من عشيرة إي، وأصلها من عشيرة شن غوتشانغ (거창 신씨). لسوء إدارة زوجها الملك يونسان فقد خلع هو وعائلته من الحكم وخفضت رتبته ليصبح الأمير يونسان، وهو ما يعد أول حالة خلع من الحكم في تاريخ جوسون. قبرها يقع مع زوجها في قبر الأمير يونسان (연산군묘 / 燕山君墓) في بانغهاك دونغ في حي دوبونغ في مدينة سول.

## العائلة
- جد الجد: شِن إن دو (신인도 / 愼仁道).
- جدة الجد: ابنة نو يو (노유 / 盧濡) من عشيرة نو غوانغجو (광주 노씨 / 光州 盧氏).
  - والد الجد: شن إي تشُنغ (신이충 / 愼以衷).
  - والدة الجد: ابنة سول هوي (설회 / 薛懷) من عشيرة سول سُنتشانغ (순창 설씨 / 淳昌 薛氏).
    - الجد: شن جون (신전 / 愼詮).
    - الجدة: ابنة أن غانغ (안강 / 安剛) من عشيرة أن سُنهُنغ (순흥 안씨 / 順興 安氏).
      - الأب: شن سنغ سون (신승선 / 愼承善).

    - الجد من جهة الأم: الأمير الكبير إميونغ (임영대군 / 臨瀛大君) الابن الرابع للملك سيجونغ.
    - الجدة من جهة الأم بالتبني: امرأة من عشيرة نام وريونغ (의령 남씨 / 宜寧 南氏).
    - الجدة من جهة الأم: ابنة تشوي سنغ نيونغ (최승녕 / 崔承寧) من عشيرة تشوي جونجو (전주 최씨 / 全州 崔氏).
      - خال: الأمير غُسونغ (구성군 / 龜城君).
      - الأم: السيدة جُنغموهيونجو (중모현주 / 中牟縣主) من عشيرة إي جونجو (전주 이씨 / 全州 李氏).
        - الأخ: شن سو غن (신수근 / 愼守勤)، وتزوج من ابنة غوون رام (권람 / 權擥)، ومن ابنة هان تشنغ إن (한충인 / 韓忠仁).
          - ابنة أخ: الملكة دانغيونغ (단경왕후 / 端敬王后) زوجة الملك جنغجونغ.

        - الأخ: شن سو غيوم (신수겸 / 愼守謙)، وتزوج من ابنة غانغ جا بيونغ (강자평 / 姜子平) من عشيرة غانغ جنسان (진산 강씨 / 晋山 姜氏)، وامرأة من عشيرة تشن داميانغ (담양 전씨 / 潭陽 田氏).
        - الأخ: شن سو يونغ (신수영 / 愼守英)، وتزوج من ابنة هان بايك رُين (한백륜 / 韓伯倫) من عشيرة هان تشونغجو.

### الأسرة
- الزوج: الملك يونسان المخلوع (연산군 / 燕山君).
  - ابنة: الأميرة هويشن الملكية المخلوعة (폐 휘신공주 / 廢 徽愼公主).
  - الابن الأكبر: ولي العهد هوانغ المخلوع (폐 왕세자 황 / 廢 王世子 𩔇)
  - الابن الثاني: الأمير تشانغنيونغ الكبير المخلوع (폐 창녕대군 성 / 廢 昌寧大君 誠).

## التصوير الحديث
- مسلسل شجرة أومي في منتصف الشتاء من قناة MBC وعرض بين سنة 1984 وسنة 1985، وقامت بدورها: هان أي غيونغ.
- مسلسل الملك وأنا من قناة SBS وعرض بين سنة 2007 وسنة 2008، وقامت بدورها: باك ها سون.
- مسلسل الملكة إنسو من قناة JTBC وعرض بين سنة 2011 وسنة 2012، وقامت بدورها: هونغ سو هي.